# Bernardo Silva (2001)
Bernardo Neves Jesus Gouveia Silva (31 mei 2001) is een Portugees voetballer die door FC Dordrecht van Feyenoord gehuurd wordt.

## Carrière
Bernardo Silva speelde in de jeugd van SL Benfica, waar hij in 2019 eenmalig bij het tweede elftal op de bank zat in de Segunda Liga. Gedurende zijn periode in de jeugd van Benfica was hij ook Portugees jeugdinternational. In de zomer van 2020 vertrok hij transfervrij naar Feyenoord, waar hij een contract voor twee jaar tekende. Hij maakte hier deel uit van de selectie van het onder-21-elftal, door de coronacrisis werd de competitie voor dit team stilgelegd en werd hij de tweede seizoenshelft aan FC Dordrecht verhuurd. Silva debuteerde in het betaald voetbal voor Dordrecht op 27 februari 2021, in de met 2-1 gewonnen thuiswedstrijd tegen Helmond Sport. Hij kwam in de 90+2e minuut in het veld voor Nikolas Agrafiotis.

### Statistieken
| Seizoen                    | Club           | Land           | Competitie     | Competitie | Competitie | Beker | Beker | Totaal | Totaal |
| Seizoen                    | Club           | Land           | Competitie     | Wed.       | Dlp.       | Wed.  | Dlp.  | Wed.   | Dlp.   |
| -------------------------- | -------------- | -------------- | -------------- | ---------- | ---------- | ----- | ----- | ------ | ------ |
| 2018/19                    | SL Benfica B   | Portugal       | Segunda Liga   | 0          | 0          | –     | –     | 0      | 0      |
| 2020/21                    | Feyenoord      | Nederland      | Eredivisie     | 0          | 0          | 0     | 0     | 0      | 0      |
| 2020/21                    | → FC Dordrecht | Nederland      | Eerste divisie | 1          | 0          | 0     | 0     | 1      | 0      |
| Carrièretotaal             | Carrièretotaal | Carrièretotaal | Carrièretotaal | 1          | 0          | 0     | 0     | 1      | 0      |
| Bijgewerkt op 7 maart 2021 |                |                |                |            |            |       |       |        |        |